# Exocentrus mabokensis
Exocentrus mabokensis là một loài bọ cánh cứng trong họ Cerambycidae.